# Loch Skerrols
Loch Skerrols ist ein See auf der schottischen Hebrideninsel Islay.

## Beschreibung
Der Loch Skerrols befindet sich rund 1,5 Kilometer nördlich von Bridgend in der Nähe des Herrenhauses Islay House. Er ist über einen Stichweg von der A846 erschlossen. Der See weist eine maximale Länge von 850 Metern bei einer maximalen Breite von 480 Metern auf. Sein Hauptzufluss ist der Bach Drolsay, welcher die Abflüsse aus Loch Drolsay und Loch Cam führt. Der auf einer Höhe von 25 Metern gelegene Loch Skerrols besitzt ein Einzugsgebiet von 627 Hektar, das sich im Wesentlichen nach Norden erstreckt und umfasst Heide- (47 %) und Grasflächen (33 %), während Grundwasser 9 % des Zuflusses ausmacht. Der Loch Skerrols nimmt eine Fläche von 26 Hektar ein. Aus einer mittleren Tiefe von 4,9 Metern ergibt sich ein Volumen von rund 1,28 Mio. Kubikmetern. Von seinem Westufer fliest der Carrabus Burn ab, der nach rund 3,5 Kilometern südwestlich des Sees in die Bucht Loch Indaal entwässert. Bei dem Eallabus House passierenden Eallabus Burn handelt es sich um einen zweiten, künstlichen Abfluss des Sees.
Der Fischbestand des Loch Skerrols ermöglicht Freizeitangeln.

## Umgebung
Wenige hundert Meter westlich befindet sich das denkmalgeschützte Landhaus Eallabus House und die Ländereien des Islay House mit der Islay Home Farm. In nordwestlicher Richtung ist ein Stehender Stein zu finden. Dieser weist an der Basis eine Grundfläche von 90 cm × 60 cm auf und 1,70 m in die Höhe. Bearbeitungsspuren an der Spitze lassen die Vermutung zu, dass der Stein einst höher war.